# Пайн-Лейкс-Еддішен (Південна Дакота)
Пайн-Лейкс-Еддішен (англ. Pine Lakes Addition) — переписна місцевість (CDP) в США, в окрузі Міннігага штату Південна Дакота. Населення — 306 осіб (2020).

## Географія
Пайн-Лейкс-Еддішен розташований за координатами 43°33′3″ пн. ш. 96°38′6″ зх. д. / 43.55083° пн. ш. 96.63500° зх. д. (43.550842, -96.635116).  За даними Бюро перепису населення США в 2010 році переписна місцевість мала площу 0,50 км², уся площа — суходіл. В 2017 році площа становила 0,46 км², уся площа — суходіл.

## Демографія
Згідно з переписом 2010 року, у переписній місцевості мешкало 314 осіб у 97 домогосподарствах у складі 91 родини. Густота населення становила 633 особи/км².  Було 102 помешкання (206/км²).
Расовий склад населення:
| - 99,0 % — білих - 0,3 % — азіатів |

До двох чи більше рас належало 0,3 %. Частка іспаномовних становила 2,5 % від усіх жителів.
За віковим діапазоном населення розподілялося таким чином: 35,4 % — особи молодші 18 років, 56,0 % — особи у віці 18—64 років, 8,6 % — особи у віці 65 років та старші. Медіана віку мешканця становила 42,3 року. На 100 осіб жіночої статі у переписній місцевості припадало 110,7 чоловіків;  на 100 жінок у віці від 18 років та старших — 95,2 чоловіків також старших 18 років.
Середній дохід на одне домашнє господарство  становив 149 582 долари США (медіана — 105 313), а середній дохід на одну сім'ю — 148 578 доларів (медіана — 105 313). 
Цивільне працевлаштоване населення становило 158 осіб. Основні галузі зайнятості: науковці, спеціалісти, менеджери — 27,2 %, освіта, охорона здоров'я та соціальна допомога — 22,8 %, фінанси, страхування та нерухомість — 15,8 %, виробництво — 12,0 %.